# 불로로 (인천)
불로로(不老路)는 인천광역시 서구 불로동에 있는 인천광역시의 도로로, 총 연장은 0.819 km이다. 도로명의 유래는 해당 법정동의 명칭인 불로동을 반영한 것에 따라 유래되었다.

## 노선 정보
- 기점 : 인천광역시 서구 불로동 21-15
- 종점 : 인천광역시 서구 불로동 414-3
- 총 연장 : 819 m

## 지리
- 통과하는 지자체 : 인천광역시 서구 불로동
- 접촉하는 도로 : 검단로
- 직결되는 도로 : 검단로777번길
- 주변에 있는 시설 : E1 불로LPG 충전소, 수정교회, 수정어린이천국 어린이집, 이수발전기
- 주변에 있는 하천 : 갈산천